# Jezioro Kaleńskie (województwo zachodniopomorskie)
Jezioro Kaleńskie – jezioro w Polsce, położone w województwie zachodniopomorskim, w powiecie drawskim, w gminie Czaplinek, na obszarze Równiny Wałeckiej.
Nad nim leży wieś Stare Kaleńsko. Wzdłuż południowego brzegu jeziora biegnie Linia kolejowa nr 210.
Jest to jedno z nielicznych jezior lobeliowych oraz jedno z najczystszych zbiorników na Równinie Wałeckiej. Bez wysp, ale o urozmaiconej linii brzegowej, z półwyspem dzielącym jezioro na części zachodnią i wschodnią. Ma powierzchnię 114 ha, i maksymalną głębokość 45 m. Woda jeziora jest bardzo przejrzysta, a dno piaszczyste.